# Cuộc thi bán hàng
Cuộc thi bán hàng là một chương trình tạo động lực, trong đó phần thưởng được cung cấp cho người bán hàng dựa trên doanh thu và/hoặc kết quả của họ. Có ba loại:
- Cạnh tranh trực tiếp - nhân viên bán hàng cạnh tranh với nhau và có một người chiến thắng
- Đội thi đấu - có các đội được khen thưởng chung khi giành chiến thắng.
- Mục tiêu - phần thưởng được đưa ra để đạt được các mục tiêu có thể có nhiều người giành được